# Platymastax areolata
Platymastax areolata är en insektsart som beskrevs av Marius Descamps 1964. Platymastax areolata ingår i släktet Platymastax och familjen Euschmidtiidae. Inga underarter finns listade i Catalogue of Life.